# Sutz-Lattrigen–Rütte
Pour les articles homonymes, voir Sutz, Lattrigen et Rutte.
Sutz-Lattrigen-Rütte est le nom d'un site palafittique préhistorique des Alpes, situé sur les rives du lac de Bienne sur la commune de Sutz-Lattrigen dans le canton de Berne, en Suisse.